# كاميرا كوداك KAF-10500
```
كاميرا كوداك KAF-10500
 هي عبارة عن مستشعر صور CCD ملون عالي الأداء (جهاز مقترن بالشحن) مع ( 3970(H) x 2646(V  بكسل ضوئي مصمم لمجموعة واسعة من تطبيقات استشعار الصور الملونة بما في ذلك 
التصوير الرقمي
.
[
1
]
```

يحتوي كل بكسل على حماية ضد التفتح عن طريق الصرف الجانبي الزائد وبالتالي منع تلف الصورة أثناء ظروف الإضاءة العالية.
تتم تغطية كل وحدة من وحدات البكسل المربعة 6.8 ميكرومتر بشكل انتقائي بفلاتر مصبوغة باللون الأحمر أو الأخضر أو الأزرق لفصل الألوان. تمت إضافة العدسات الدقيقة لتحسين الحساسية. و يبلغ الحجم الإجمالي للرقاقة 28.7 مم × 20.2 مم وموجودة في 60 دبوسًا ، 40.6 مم × 30.7 مم حزمة سيراميك PGA مع تباعد دبابيس 0.100 بوصة.